# Ludovico I di Savoia-Racconigi
Ludovico I di Savoia-Racconigi, detto anche Ludovico di Savoia-Racconigi e soprannominato il bastardo di Acaia (Napoli, 1390 ca. – Lione, 1459), fu signore di Pancalieri dal 1407, signore di Racconigi e Migliabruna dal 23-2-1414, signore di Castelraniero e Cavour dal 1417. Fu il capostipite del ramo dei Savoia-Racconigi.

## Biografia
Figlio illegittimo di Ludovico di Savoia-Acaia, principe di Piemonte, e di una nobildonna napoletana, Ludovico nacque probabilmente nel 1390, ma suo padre lo riconobbe solo nel 1407, quando venne legittimato per mancanza di eredi legittimi. Suo padre gli donò in appannaggio le signorie di Racconigi, Pancalieri e Migliabruna, mentre sarà il duca Amedeo VIII di Savoia a concedergli nel 1433 anche i castelli e le signorie di Cavour e Osasco.
Il 3 novembre 1412 sposò Alice de Montbel (m. 1454/1464), figlia di Guy de Montbel, signore di Entremonts.
Militare al servizio del duca Amedeo VIII di Savoia, prese parte ai conflitti intrapresi da quest'ultimo e fece prigioniero Bonifacio, conte di Ceva, nel 1422. Assolse in seguito diverse missioni diplomatiche per conto dei duchi di Savoia.
Nel 1434, venne creato cavaliere dell'Ordine supremo della Santissima Annunziata.
In ricordo dei propri servigi a favore dei duchi di Savoia, venne nominato maresciallo di Savoia nel 1436, rimanendo in carica sino al 1455.

## Matrimonio e figli
Il 3 novembre 1412 Ludovico I sposò Alice de Montbel, figlia di Guy de Montbel, signore di Entremonts. La coppia ebbe i seguenti figli:
- Francesco (m. prima del 1503), erede del padre, governatore di Vercelli (1465-1467), sposò Caterina de Seyssel
- Maria (m. dopo il 1471), sposò Amedeo Aimone de Seyssel, conte di La Chambre e visconte di Moriana (m. 1466),
- Ludovico (m. prima del 1503), signore di Osasco e Cavour, sposò nel 1493 Francesca di Saluzzo
- Alice (m. dopo il 1464), sposò nel 1460 il marchese Innocenzo Fieschi di Masserano
- Barbara (m. dopo il 1464), sposò Galeazzo di Tenda, marchese di Saluzzo
- Lucia

## Ascendenza
|                              |   |                            | Genitori               |  |  | Nonni |  |  | Bisnonni                  |  |  | Trisnonni             |  |
|                              |   |                            |                        |  |  |       |  |  | Filippo I di Savoia-Acaia |  |  | Tommaso III di Savoia |  |
|                              |   |                            |                        |  |  |       |  |  | Filippo I di Savoia-Acaia |  |  | Tommaso III di Savoia |  |
|                              |   | Guya di Borgogna           |                        |  |  |       |  |  | Filippo I di Savoia-Acaia |  |  |                       |  |
| Giacomo di Savoia-Acaia      |   |                            |                        |  |  |       |  |  | Filippo I di Savoia-Acaia |  |  |                       |  |
|                              |   | Caterina de la Tour du Pin | Umberto I del Viennois |  |  |       |  |  |                           |  |  |                       |  |
|                              |   | Caterina de la Tour du Pin | Umberto I del Viennois |  |  |       |  |  |                           |  |  |                       |  |
|                              |   | Caterina de la Tour du Pin | Anna di Borgogna       |  |  |       |  |  |                           |  |  |                       |  |
| Ludovico di Savoia-Acaia     |   | Caterina de la Tour du Pin |                        |  |  |       |  |  |                           |  |  |                       |  |
|                              |   | Edoardo I di Beaujeu       | Guiscardo di Beaujeu   |  |  |       |  |  |                           |  |  |                       |  |
|                              |   | Edoardo I di Beaujeu       | Guiscardo di Beaujeu   |  |  |       |  |  |                           |  |  |                       |  |
|                              |   | Edoardo I di Beaujeu       | Marie de Chatillon     |  |  |       |  |  |                           |  |  |                       |  |
| Margherita di Beaujeu        |   | Edoardo I di Beaujeu       |                        |  |  |       |  |  |                           |  |  |                       |  |
|                              |   | Maria di Thil-en-Auxois    | Jean de Thil-en-Auxois |  |  |       |  |  |                           |  |  |                       |  |
|                              |   | Maria di Thil-en-Auxois    | Jean de Thil-en-Auxois |  |  |       |  |  |                           |  |  |                       |  |
|                              |   | Maria di Thil-en-Auxois    | Agnès de Frolois       |  |  |       |  |  |                           |  |  |                       |  |
| Ludovico di Savoia-Racconigi |   | Maria di Thil-en-Auxois    |                        |  |  |       |  |  |                           |  |  |                       |  |
|                              | … | …                          |                        |  |  |       |  |  |                           |  |  |                       |  |
|                              | … | …                          |                        |  |  |       |  |  |                           |  |  |                       |  |
|                              | … | …                          |                        |  |  |       |  |  |                           |  |  |                       |  |
| …                            | … |                            |                        |  |  |       |  |  |                           |  |  |                       |  |
|                              |   | …                          | …                      |  |  |       |  |  |                           |  |  |                       |  |
|                              |   | …                          | …                      |  |  |       |  |  |                           |  |  |                       |  |
|                              |   | …                          | …                      |  |  |       |  |  |                           |  |  |                       |  |
| …                            |   | …                          |                        |  |  |       |  |  |                           |  |  |                       |  |
|                              |   | …                          | …                      |  |  |       |  |  |                           |  |  |                       |  |
|                              |   | …                          | …                      |  |  |       |  |  |                           |  |  |                       |  |
|                              |   | …                          | …                      |  |  |       |  |  |                           |  |  |                       |  |
| …                            |   | …                          |                        |  |  |       |  |  |                           |  |  |                       |  |
|                              |   | …                          | …                      |  |  |       |  |  |                           |  |  |                       |  |
|                              |   | …                          | …                      |  |  |       |  |  |                           |  |  |                       |  |
|                              |   | …                          | …                      |  |  |       |  |  |                           |  |  |                       |  |
|                              |   | …                          |                        |  |  |       |  |  |                           |  |  |                       |  |